# Ciro Luis Urriola

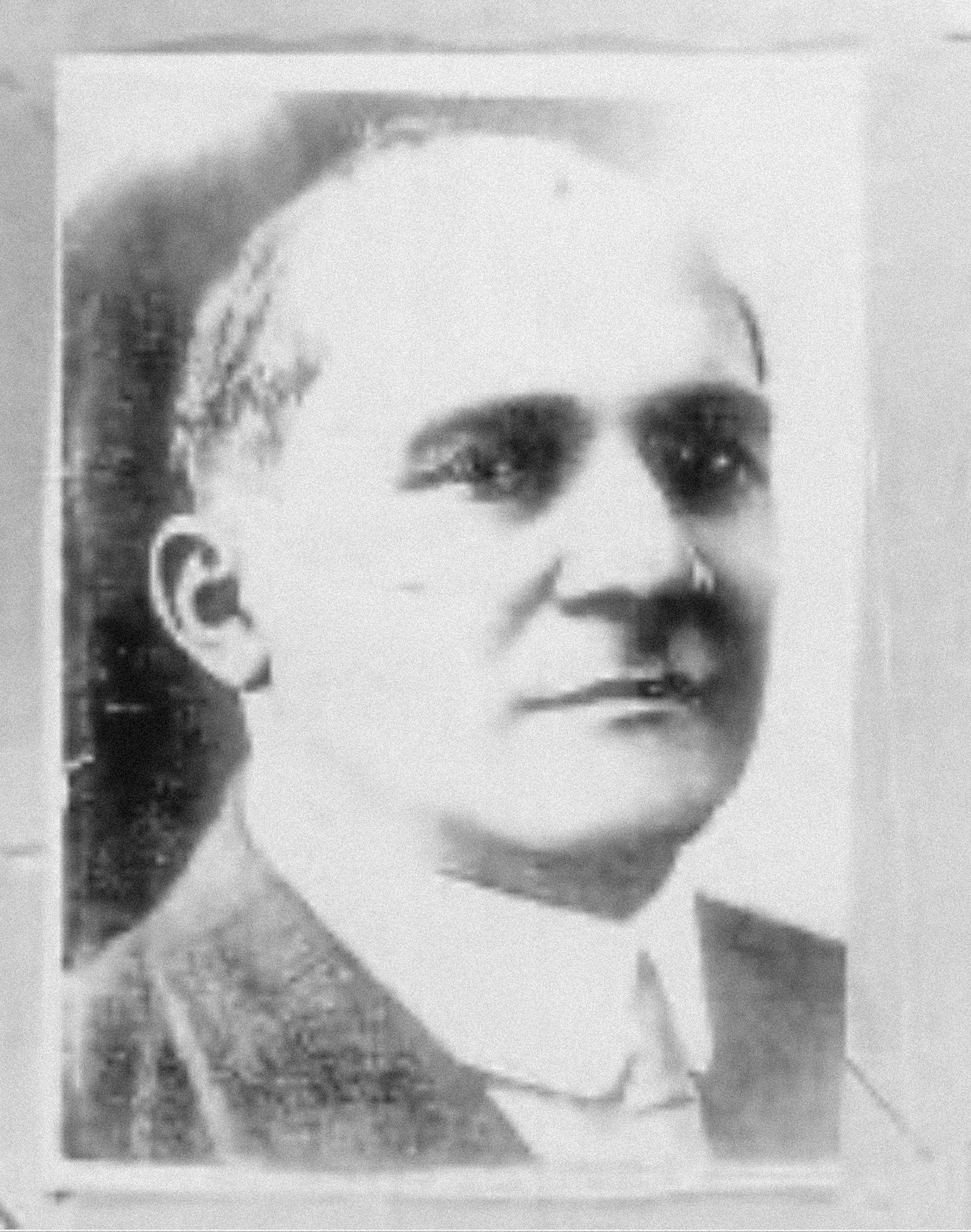
Ciro Luis Urriola

Ciro Luis Urriola Garres (3 de julho de 1863, Cidade do Panamá - 26 de junho de 1922, Cidade do Panamá) foi político, médico e botânico panamenho.
Atuou como Presidente do Conselho Municipal da Cidade do Panamá, foi por duas vezes membro da Assembleia Nacional do Panamá, e foi Primeiro Vice-Presidente do gabinete de Maximiliano Ramón Valdés de 1916 a 1918. Após a inesperada morte de Ramón Valdése, tornou-se automaticamente presidente de 3 de junho de 1918 a 1 de outubro de 1918. Tinha 55 anos ao assumir a presidência, morreu em 26 de julho de 1922, aos 59 anos, no Hospital de Ancón, Zona do Canal do Panamá.